# Centro Histórico da Cidade de Arequipa
O Centro Histórico da Cidade de Arequipa localiza-se no departamento peruano de Arequipa. Em 2000 Arequipa foi inscrita na lista de Património Mundial da Unesco.
O Centro Histórico de Arequipa, construída numa rocha vulcânica, o "sillar" representa uma integração da arquitectura e características europeia e nativa, exprimida no trabalho admirável dos mestres coloniais, crioulos e indianos. Esta combinação de influências é ilustrada pelas robustas muralhas, arcos e abóbadas da cidade, pátios e espaços abertos, e intrincada decoração barroca nas fachadas.

## História
A cidade teria sido fundada no dia 15 de Agosto de 1540 pelo explorador espanhol Francisco Pizarro, no local de uma antiga cidade inca, sendo a data ainda festejada pelas gentes locais.
Outras datas ficaram também na história da cidade, dada a sua localização numa área sujeita a manifestações sísmicas e vulcânicas, devido à pressão entre as placas tectónicas da América Latina e do Oceano Pacífico. Nos anos de 1687 e de 1868, ocorreram dois terramotos, destruindo grande parte da área construída da cidade, inclusivamente a Catedral e a Igreja de S. Franscisco.

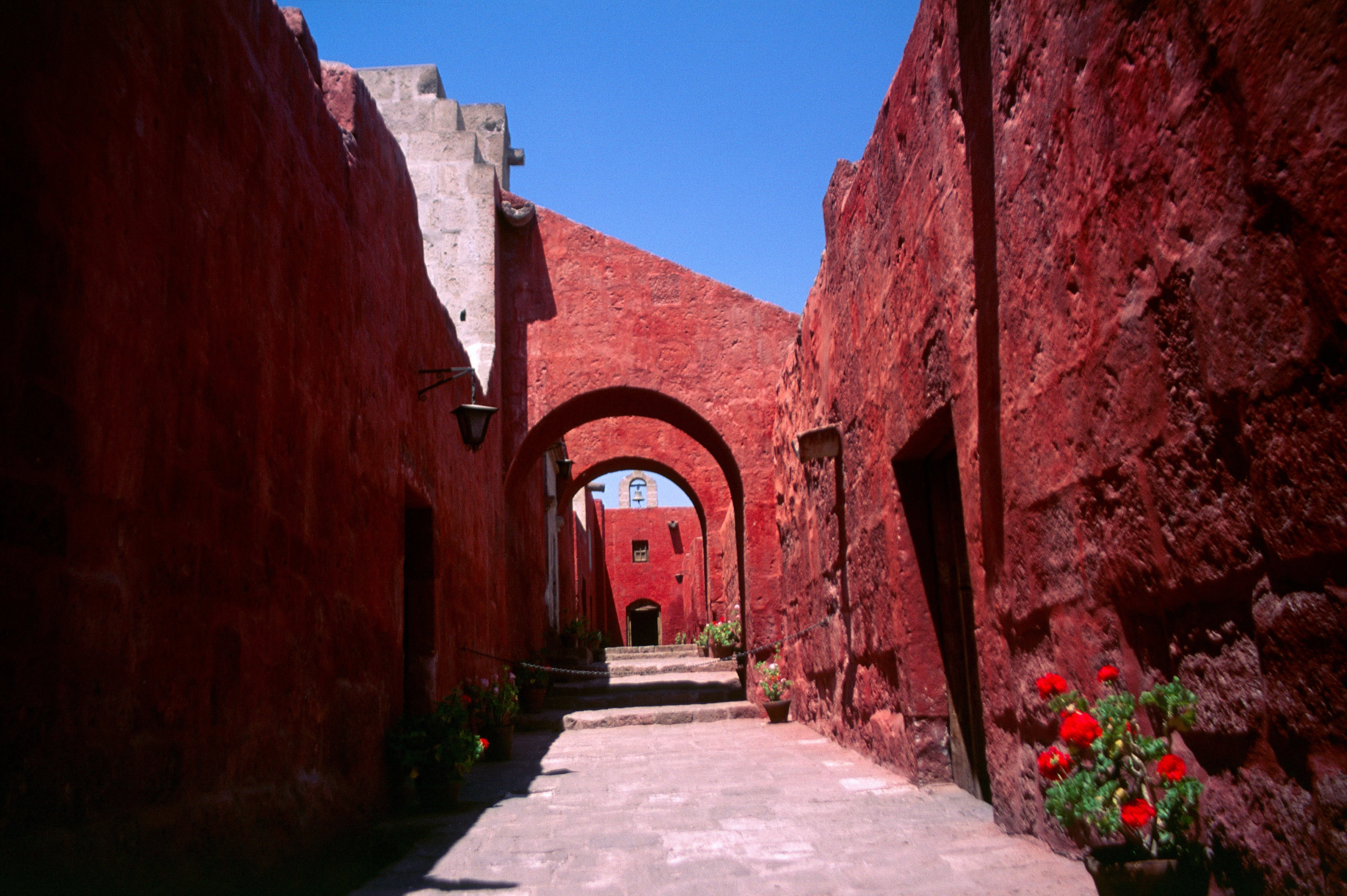
Convento de Santa Catalina.

A morfologia da cidade é marcada pela Plaza de Armas, centro público de convívio, onde se encontra a Igreja Catedral de La Compañía, que constitui a área central do centro histórico da cidade e que é considerada a mais bela praça do país, revelando perfeita integração e cruzamento cultural entre as características nativas e o mundo europeu.
De referência são ainda alguns monumentos, como o Convento de Santa Catalina, datado de 1580, expandido no século XVII, onde cerca de 450 freiras viveram isoladas do mundo exterior, e o convento franciscano de La Recoleta, próximo do rio Chili, datado de 1648 e que possui uma biblioteca com mais de 20 000 livros, dos quais o mais antigo data de 1494.